# Zosterops murphyi
El anteojitos de Murphy (Zosterops murphyi) es una especie de ave paseriforme de la familia Zosteropidae endémica de las islas Salomón.

## Distribución geográfica y hábitat
Se encuentra solo en la isla de Kolombangara, en el oeste de las islas Nueva Georgia, en el archipiélago de las islas Salomón.
Sus hábitats naturales son las bosques tropicales o subtropicales húmedos montanos.